# Spike S-512
Spike S-512 — проєктований надзвуковий бізнес-джет, розроблений Spike Aerospace, американською аерокосмічною компанією, що базується в Бостоні, штат Массачусетс.

## Дизайн
Розробка дозволила б бізнесменам та приватним мандрівникам здійснювати довгі польоти, наприклад, з Нью-Йорка до Лондона, всього за три-чотири години, замість шести-семи. У літаку не буде вікон для пасажирів. Замість цього він буде оснащений камерами, які надсилатимуть зовнішнє зображення на тонкі вигнуті дисплеї, розташовані на внутрішніх стінках фюзеляжу.

## Розробка
На початку 2014 року компанія планувала просувати проєкт шляхом виставки на авіасалоні EAA AirVenture Oshkosh 2014. Тоді Spike планували запустити літак до грудня 2018 року. У січні 2017 року планувалося здійснити польот дозвукового макету влітку 2017 року для демонстрації аеродинамічних характеристик польоту при низькій швидкості. Після цього було заплановано випуск серії більших макетів та суперзвукового демонстратора до кінця 2018 року. Компанія Spike планувала отримати сертифікацію S-512 до 2023 року. До весни 2018 року Spike вивчав варіант із 40-50 місцями для 13 мільйонів пасажирів, зацікавлених у надзвуковому транспорті, передбачених до 2025 року У вересні 2018 року Спайк планував літати на S-512 до початку 2021 року та розпочати поставки у 2023 році. У червні 2021 року повідомлялося, що Spike все ще розробляє 18-місну версію.

## Технічні характеристики

### Загальні характеристики
- Місткість: 18 пасажирів
- Довжина: 37 м
- Розмах крил: 18 м
- Вага порожнього літака: 21,432 кг
- Максимальна злітна вага: 52,163 кг
- Об'єм палива: 56,000 фунтів
- Силова установка: 2 × двигуни, потужність кожного 20,000 фунтів тяги (89 кН)

### Показники продуктивності
- Максимальна швидкість: 1,033 вузлів (1,913 км/год) Мах 1.8
- Швидкість круїзу: 918 вузлів (1,700 км/год) Мах 1.6
- Дальність польоту: 6,200 морських миль (11,500 км)
- Стеля: 15,000 м